# Shahrestān di Sari
Lo shahrestān di Sari (farsi شهرستان ساری) è uno dei 20 shahrestān della provincia del Mazandaran, il capoluogo è Sari. Lo shahrestān è suddiviso in 4 circoscrizioni (bakhsh): 
- Centrale (بخش مرکزی)
- Chahardangheh (بخش چهاردانگه), con la città di Kiasar.
- Dodangheh (بخش دودانگه), con la città di Farim.
- Kolijan Rostaq (بخش کلیجان رستاق)